# Chorzele
Chorzele is een stad in het Poolse woiwodschap Mazovië, gelegen in de powiat Przasnyski. De oppervlakte bedraagt 17,51 km², het inwonertal 2799 (2005).

## Verkeer en vervoer
- Station Chorzele